# Aromatisk forbindelse
 Der er for få eller ingen kildehenvisninger i denne artikel, hvilket er et problem. Du kan hjælpe ved at angive troværdige kilder til de påstande, som fremføres i artiklen.

Aromatiske forbindelser er organiske forbindelser som indeholder en benzenring eller en heterocyklisk ring, hvor kulstofatomerne er sp²-hybridiserede. Benzen-ringen i de aromatiske forbindelser er meget stabil sammenlignet med andre organiske molekyler. 
Aromatiske forbindelser findes overalt i naturen, hvor de ofte giver anledning til en bestemt duft i forskellige planter. Deraf stammer navnet aromatisk.
Eksempler på heterocykliske aromatiske forbindelser er bl.a. puriner som f.eks. DNA-baserne A og G: adenin og guanin, pyrimidiner som f.eks. DNA-baserne T og C: thymin og cytosin og RNA-basen uracil, endvidere nikotin, tiamin (vitamin B1) og furan, som alle har kvælstof-, ilt- og/eller svovlholdige ringsystemer. Der findes også aromatiske dele i proteiner, f.eks. aminosyrerne tyrosin, fenylalanin, og histidin.
En aromatisk ring, er en ring af 6 carbonatomer med 3 dobbeltbindinger. Hvis der sættes en OH-gruppe på en aromatisk ring, har vi et stof som hedder phenol og som er et alkohol [kilde mangler].

## Anvendelser
Toluen (toluol) og xylen (xylol) er meget anvendte opløsningsmidler. Gruppen af polyklorerede bifenyler var tidligere meget anvendt som isoleringsmateriale i elektronikindustrien, men betragtes i dag som en farlig miljøgift. Som eksempler på naturstoffer i kemi for gymnasiet (stx) kan angives salicylsyre (udtræk fra piletræ) og den afledte ester acetylsalicylsyre (aspirin). 
De aromatiske parabener blev oprindelig fundet som antimikrobielle stoffer fra svampe, dog er deres anvendelse som konserveringsmidler i kosmetik på retur på grund af forekomsten af allergi mod parabener.